# 20 Ursae Majoris
20 Ursae Majoris är en orange stjärna i stjärnbilden Stora björnen.
Stjärnan är av spektraltyp K0 och har visuell magnitud +7,53.